# ويكيبيديا الصقلية
ويكيبيديا الصقلية (الصقلية:Wikipedia ’n sicilianu) هي النسخة الصقلية من موسوعة ويكيبيديا.

## الإحصائيات
| عدد المستخدمين المسجلين | عدد المستخدمين النشيطين | عدد المقالات | صفحات المحتوى | عدد التعديلات | عدد الملفات المرفوعة | عدد الإداريين |
| ----------------------- | ----------------------- | ------------ | ------------- | ------------- | -------------------- | ------------- |
| 47٬617                  | 37                      | 26٬319       | 55٬924        | 765٬738       | 1٬091                | 4             |

## القراءة
| \| قراءة ويكيبيديا الصقلية (فبراير 2016) \| قراءة ويكيبيديا الصقلية (فبراير 2016) \| قراءة ويكيبيديا الصقلية (فبراير 2016) \| قراءة ويكيبيديا الصقلية (فبراير 2016) \| قراءة ويكيبيديا الصقلية (فبراير 2016) \| \| ------------------------------------- \| ------------------------------------- \| ------------------------------------- \| ------------------------------------- \| ------------------------------------- \| \| البلد \| البلد \| \| النسبة المئوية \| النسبة المئوية \| \| رومانيا \| رومانيا \| \| 42.9% \| 42.9% \| \| الولايات المتحدة \| الولايات المتحدة \| \| 28.6% \| 28.6% \| \| إيطاليا \| إيطاليا \| \| 28.6% \| 28.6% \| |                  |  |                |                |
| قراءة ويكيبيديا الصقلية (فبراير 2016) |                  |  |                |                |
| البلد | البلد            |  | النسبة المئوية | النسبة المئوية |
| رومانيا | رومانيا          |  | 42.9%          | 42.9%          |
| الولايات المتحدة | الولايات المتحدة |  | 28.6%          | 28.6%          |
| إيطاليا | إيطاليا          |  | 28.6%          | 28.6%          |